# Football Club Fribourg 2017-2018
Questa voce raccoglie le informazioni riguardanti il Football Club Fribourg nelle competizioni ufficiali della stagione 2017-2018.

## Stagione
Nella stagione 2017-2018 il Fribourg, allenato da Ismail Djelid, concluse il campionato di 1ª Lega al 10º posto.

## Rosa
| N. |                       | Ruolo | Calciatore          |
| -- | --------------------- | ----- | ------------------- |
| 1  | Italia (bandiera)     | P     | Tony Cavaliere      |
| 1  | Svizzera (bandiera)   | P     | Marc Ummel          |
| 5  | Svizzera (bandiera)   | C     | Phi Nguyen          |
| 6  | Francia (bandiera)    | D     | Isaac Bamele        |
| 8  | Svizzera (bandiera)   | C     | Vedad Efendić       |
| 8  | Svizzera (bandiera)   | A     | Thomas Mboua        |
| 10 | Portogallo (bandiera) | C     | Bryan Rodrigues     |
| 12 | Svizzera (bandiera)   | D     | Steve Schmidhäusler |
| 14 | Svizzera (bandiera)   | D     | Julien Bize         |
| 16 | Grecia (bandiera)     | C     | Alexandros Tsoutsis |
| 17 | Togo (bandiera)       | C     | Napo Ozouf          |
| 18 | Francia (bandiera)    | A     | Christopher Nzinga  |
| 20 | Camerun (bandiera)    | D     | Loïc Ombala         |

| N. |                               | Ruolo | Calciatore             |
| -- | ----------------------------- | ----- | ---------------------- |
| 22 | Francia (bandiera)            | A     | Mehdi Benhaddouche     |
| 23 | Algeria (bandiera)            | C     | Nabil Souni            |
| 24 | Albania (bandiera)            | C     | Durim Ademi            |
| 25 | Tunisia (bandiera)            | C     | Mohamed M'Sabeg        |
| 30 | Svizzera (bandiera)           | P     | Sléo Freiburghaus      |
|    | Malawi (bandiera)             | D     | Timothée Ndarugendamwo |
|    | Kosovo (bandiera)             | C     | Clirim Ademi           |
|    | Portogallo (bandiera)         | C     | Marques Machado        |
|    | Svizzera (bandiera)           | A     | Santiago Cerezo        |
|    | Svizzera (bandiera)           | A     | Gregory Dimbi          |
|    | Macedonia del Nord (bandiera) | A     | Ylber Mejdi            |
|    | Kosovo (bandiera)             | A     | Fitim Rugovaj          |

## Organigramma societario
Area tecnica
- Allenatore: Ismail Djelid
- Allenatore in seconda:
- Preparatore dei portieri:
- Preparatori atletici:

## Calciomercato

### Sessione estiva
| Acquisti | Acquisti          | Acquisti                | Acquisti |
| R.       | Nome              | da                      | Modalità |
| -------- | ----------------- | ----------------------- | -------- |
| D        | Yacine Baïzidi    | FV 07 Diefflen          |          |
| C        | Clirim Ademi      | Thun Berner Oberland II |          |
| D        | Isaac Bamele      | Yverdon                 |          |
| C        | Nader Bouzenna    | Bassecourt              |          |
| A        | Santiago Cerezo   | Richemond               |          |
| A        | Jonathan Quintero | Lanzarote               |          |
| C        | Mohamed M'Sabeg   | Bulle                   |          |
| C        | Marques Machado   | Santa Eulalia           |          |
| D        | Yannick Moussa    | Poiré-sur-Vie           |          |
| C        | Phi Nguyen        | Lucerna II              |          |
| A        | Adan Rebronja     | Düdingen                |          |

| Cessioni | Cessioni       | Cessioni             | Cessioni |
| R.       | Nome           | a                    | Modalità |
| -------- | -------------- | -------------------- | -------- |
| C        | Ardian Gashi   | Farvagny/Ogoz        |          |
| D        | Dejan Janjić   | Montreux-Sports      |          |
| A        | Robin Gachoud  | Portalban/Gletterens |          |
| D        | Manuel Kanté   | Vevey United         |          |
| A        | Khalil Lambin  | Stade Nyonnais       |          |
| A        | Luís Fernando  | Bulle                |          |
| C        | Miguel Pinto   | Richemond            |          |
| A        | Yessin Sdiri   | Düdingen             |          |
| C        | Jimmy Tchaoulé | Sion II              |          |
| C        | Ermal Uka      | Schönberg            |          |

### Sessione invernale
| Acquisti | Acquisti            | Acquisti       | Acquisti |
| R.       | Nome                | da             | Modalità |
| -------- | ------------------- | -------------- | -------- |
| D        | Steve Schmidhäusler | Young Boys U18 |          |
| C        | Alexandros Tsoutsis | Doxa Dramas    |          |
| A        | Ylber Mejdi         | Bavois         |          |
| D        | Loïc Ombala         | Azzurri 90     |          |
| C        | Napo Ozouf          | Servette U21   |          |
| C        | Nabil Souni         | Vevey United   |          |

| Cessioni | Cessioni          | Cessioni        | Cessioni |
| R.       | Nome              | a               | Modalità |
| -------- | ----------------- | --------------- | -------- |
| C        | Gianluca Nucera   | Azzurri 90      |          |
| D        | Yannick Moussa    | Düdingen        |          |
| A        | Adan Rebronja     | Düdingen        |          |
| A        | Jonathan Quintero | UD San Fernando |          |
| D        | Yacine Baïzidi    | FV 07 Diefflen  |          |
| C        | Nader Bouzenna    | Sursee          |          |
| C        | Robyn Chirita     | Düdingen        |          |
| D        | Ludovic Deglise   | Farvagny/Ogoz   |          |

## Risultati

### 1ª Lega

#### Girone di andata
| Arbitro: | Ghisletta |

|                                               |           |               |
| Quintero 53’ Efendić 59’ (rig.) Rodrigues 90’ | Marcatori | 8’ Constantin |

| Arbitro: | Kanagasingam |

|                                      |           |  |
| Brahimi 49’ Camara 55’ Rodriguez 76’ | Marcatori |  |

| Arbitro: | Piccolo |

|                    |           |  |
| Efendić 45’ (rig.) | Marcatori |  |

| Arbitro: | Dedukic |

|                           |           |  |
| Quintero 69’ Rebronja 90’ | Marcatori |  |

| Arbitro: | Skalonja |

|             |           |                                     |
| N'Diaye 83’ | Marcatori | 37’ Rodrigues 87’ M'Sabeg 90’ Ademi |

| Arbitro: | Dégallier |

|                                            |           |                        |
| Ndarugendamwo 42’ Quintero 63’ Efendić 71’ | Marcatori | 74’ Hrdlička 90’ Matúš |

| Meyrin 16 settembre 2017, ore 18:00 CEST 7ª giornata                     | Meyrin    | 1 – 2 referto            | Friburgo | Stade des Arbères (325 spett.) |
| \| \| \| \| \| Moussilou 21’ \| Marcatori \| 51’ Quintero 79’ Efendić \| |           |                          |          |                                |
|                                                                          |           |                          |          |                                |
| Moussilou 21’                                                            | Marcatori | 51’ Quintero 79’ Efendić |          |                                |

| Arbitro: | Odiet |

|             |           |                                         |
| Machado 51’ | Marcatori | 35’ Righetti 82’ Dzonlagic 90’ Ueltschi |

| Arbitro: | Schelb |

|  |           |             |
|  | Marcatori | 67’ Machado |

| Arbitro: | Huwiler |

|                                             |           |                                 |
| Cassarà 4’ (aut.) Rodrigues 21’ Efendić 90’ | Marcatori | 18’ Melo 19’ (rig.), 83’ Ndiaye |

| Arbitro: | Werder |

|           |           |  |
| Negro 23’ | Marcatori |  |

| Arbitro: | Skalonja |

|                            |           |                         |
| Benhaddouche 8’ Nucera 88’ | Marcatori | 32’ (rig.), 82’ Dugourd |

| Arbitro: | Bontempelli |

|                        |           |            |
| Perrault 29’ Kasai 44’ | Marcatori | 64’ Nguyen |

#### Girone di ritorno
| Arbitro: | Carrard |

|                       |           |             |
| Biljali 31’ Cakaj 63’ | Marcatori | 50’ Machado |

| Fribourg 28 marzo 2018, ore 19:30 CEST 15ª giornata                                            | Friburgo  | 3 – 2 referto                  | Azzurri 90 | Stade St-Léonard |
| \| \| \| \| \| Tsoutsis 26’, 37’ Machado 63’ \| Marcatori \| 17’ Monteiro 81’ (rig.) Camara \| |           |                                |            |                  |
|                                                                                                |           |                                |            |                  |
| Tsoutsis 26’, 37’ Machado 63’                                                                  | Marcatori | 17’ Monteiro 81’ (rig.) Camara |            |                  |

| Arbitro: | Hänggi |

|                                                 |           |                         |
| Costa 38’ Descombes 56’, 89’ Descombes 90’, 90’ | Marcatori | 48’ Tsoutsis 90’ Nzinga |

| Echallens 21 marzo 2018, ore 20:00 CET 17ª giornata                     | Echallens | 2 – 1 referto | Friburgo | Stade des Trois Sapins (220 spett.) |
| \| \| \| \| \| Allaoui 80’ Germanier 90’ \| Marcatori \| 38’ M'Sabeg \| |           |               |          |                                     |
|                                                                         |           |               |          |                                     |
| Allaoui 80’ Germanier 90’                                               | Marcatori | 38’ M'Sabeg   |          |                                     |

| Arbitro: | Dégallier |

|  |           |                                          |
|  | Marcatori | 51’ Vuzi 62’ Haliti 77’ Qarri 90’ N'Silu |

| Arbitro: | Rosset |

|  |           |                                        |
|  | Marcatori | 10’ Tsoutsis 33’ Rodrigues 90’ M'Sabeg |

| Arbitro: | Odiet |

|  |           |                      |
|  | Marcatori | 72’ (rig.) Moussilou |

| Arbitro: | Turkes |

|                         |           |  |
| Dzonlagic 16’ Ajeti 38’ | Marcatori |  |

| Arbitro: | Kanagasingam |

|             |           |  |
| M'Sabeg 75’ | Marcatori |  |

| Arbitro: | Dedukic |

|                              |           |               |
| Dindamba 22’, 30’ Nyangi 69’ | Marcatori | 35’ Rodrigues |

| Arbitro: | von Mandach |

|  |           |                                     |
|  | Marcatori | 18’ Gomes 56’ Ndoye 70’ (aut.) Bize |

| Arbitro: | Michael Brunner |

|                                                               |           |           |
| Fernandez 12’ Alaj 14’, 54’ Kari 73’ Dugourd 84’ Avdulahi 90’ | Marcatori | 88’ Souni |

| Arbitro: | Rothenfluh |

|                                                                 |           |                        |
| M'Sabeg 24’ (rig.) Rodrigues 58’ Schmidhäusler 72’ Tsoutsis 88’ | Marcatori | 45’ Girod 60’ Mambimbi |

## Statistiche

### Statistiche di squadra
| Competizione | Punti | In casa | In casa | In casa | In casa | In casa | In casa | In trasferta | In trasferta | In trasferta | In trasferta | In trasferta | In trasferta | Totale | Totale | Totale | Totale | Totale | Totale | DR  |
| Competizione | Punti | G       | V       | N       | P       | Gf      | Gs      | G            | V            | N            | P            | Gf           | Gs           | G      | V      | N      | P      | Gf     | Gs     | DR  |
| ------------ | ----- | ------- | ------- | ------- | ------- | ------- | ------- | ------------ | ------------ | ------------ | ------------ | ------------ | ------------ | ------ | ------ | ------ | ------ | ------ | ------ | --- |
| 1ª Lega      | 35    | 13      | 7       | 2       | 4       | 23      | 23      | 13           | 4            | 0            | 9            | 16           | 28           | 26     | 11     | 2      | 13     | 39     | 51     | -12 |
| Totale       | 35    | 13      | 7       | 2       | 4       | 23      | 23      | 13           | 4            | 0            | 9            | 16           | 28           | 26     | 11     | 2      | 13     | 39     | 51     | -12 |

### Andamento in campionato
| Giornata  | 1 | 2 | 3 | 4 | 5 | 6 | 7 | 8 | 9 | 10 | 11 | 12 | 13 | 14 | 15 | 16 | 17 | 18 | 19 | 20 | 21 | 22 | 23 | 24 | 25 | 26 |
| --------- | - | - | - | - | - | - | - | - | - | -- | -- | -- | -- | -- | -- | -- | -- | -- | -- | -- | -- | -- | -- | -- | -- | -- |
| Luogo     | C | T | C | C | T | C | T | C | T | C  | T  | C  | T  | T  | C  | T  | T  | C  | T  | C  | T  | C  | T  | C  | T  | C  |
| Risultato | V | P | V | V | V | V | V | P | V | N  | P  | N  | P  | P  | V  | P  | P  | P  | V  | P  | P  | V  | P  | P  | P  | V  |
| Posizione | 1 | 8 | 4 | 3 | 2 | 1 | 1 | 1 | 1 | 2  | 2  | 2  | 3  | 4  | 3  | 4  | 5  | 9  | 7  | 8  | 9  | 9  | 9  | 9  | 10 | 10 |

Legenda:

Luogo: C = Casa; T = Trasferta. Risultato: V = Vittoria; N = Pareggio; P = Sconfitta.

### Statistiche dei giocatori
| C. Ademi         | 17 | 1 | 1 | 0 |
| D. Ademi         | 6  | 0 | 0 | 0 |
| I. Bamele        | 18 | 0 | 3 | 1 |
| Y. Baïzidi       | 4  | 0 | 2 | 1 |
| M. Benhaddouche  | 11 | 1 | 4 | 0 |
| J. Bize          | 25 | 0 | 6 | 0 |
| N. Bouzenna      | 9  | 0 | 3 | 0 |
| T. Cavaliere     | 0  | 0 | 0 | 0 |
| S. Cerezo        | 13 | 0 | 0 | 0 |
| R. Chirita       | 6  | 0 | 2 | 0 |
| G. Dimbi         | 0  | 0 | 0 | 0 |
| V. Efendić       | 25 | 5 | 5 | 0 |
| S. Freiburghaus  | 23 | 0 | 2 | 1 |
| M. M'Sabeg       | 21 | 5 | 6 | 0 |
| M. Machado       | 18 | 4 | 2 | 0 |
| T. Mboua         | 1  | 0 | 0 | 0 |
| Y. Mejdi         | 6  | 0 | 0 | 0 |
| Y. Moussa        | 10 | 0 | 3 | 0 |
| T. Ndarugendamwo | 23 | 1 | 5 | 0 |
| P. Nguyen        | 19 | 1 | 8 | 0 |
| G. Nucera        | 4  | 1 | 0 | 1 |
| C. Nzinga        | 14 | 1 | 1 | 0 |
| L. Ombala        | 5  | 0 | 3 | 0 |
| N. Ozouf         | 8  | 0 | 3 | 1 |
| J. Quintero      | 14 | 4 | 2 | 0 |
| A. Rebronja      | 7  | 1 | 0 | 0 |
| B. Rodrigues     | 24 | 6 | 6 | 0 |
| F. Rugovaj       | 0  | 0 | 0 | 0 |
| S. Schmidhäusler | 9  | 1 | 2 | 0 |
| N. Souni         | 7  | 1 | 0 | 0 |
| A. Tsoutsis      | 12 | 5 | 3 | 0 |
| M. Ummel         | 4  | 0 | 0 | 0 |